# Damian Crâșmaru
Damian Crâșmaru (n. 2 iunie 1931, Ploiești, România – d. 11 iulie 2019, Ilișești, Suceava, România) a fost un actor român de teatru și film.

## Biografie
În 1953 a absolvit Institutul de Teatru I.L. Caragiale, București, clasa profesor George Timică și Ion Finteșteanu.
În 1957 s-a căsătorit civil la București cu actrița Carmen Stănescu (1925-2018) și religios în 1961 la Sinaia. Nu au avut niciun copil.
La Teatrul Național „Ion Luca Caragiale” din București a jucat roluri ca Gaston în Egoistul de Jean Anouilh, Cebutikin în Trei surori de A.P. Cehov, Dragomir în Năpasta de I.L. Caragiale, Orsino în A douăsprezecea noapte de William Shakespeare. A apărut în filmele Încrederea (1986) și Pepe și Fifi (1994).
În 2003, a primit Premii de simpatie la UNITER și SIVECO. În 2007, i s-a acordat Premiul Nicolae Bălțățeanu la Gala Premiilor Păcală.

## Roluri de teatru[2]
- Tartuffe în Tartuffe de Molière, regia Ion Finteșteanu - Studioul Casandra, 1952 - debut actoricesc pe scenă

Roluri la Teatrul Național București
- Maitre de Philosophie / Profesor de imagine în Burghezul gentilom după J.B.P. Molière, regia Petrică Ionescu, 2006
- Martino în Patimile Sfântului Tommaso D`Aquino de Alex Mihai Stoenescu, dramatizarea și regia Grigore Gonța, 2005
- Boss Finley în Dulcea pasăre a tinereții de Tennessee Williams, regia Tudor Mărăscu, 2005
- Gaston în Egoistul de Jean Anouilh, regia Radu Beligan, 2004
- Vasile Vasilici Svetlovidov, Grigori Stepanovici Smirnov în Viață de actor de A.P. Cehov, regia Geo Saizescu, 2003
- Cebutikin în Mașinăria Cehov de Matei Vișniec, regia Cristian Ioan, 2003
- Cebutikin în Trei surori de A.P. Cehov, regia Iuri Krasovski, 2002
- Henry II Plantagenet în Leul în iarnă de James Goldman, regia Petre Bokor, 2002
- Bertrand Lachaume în Vecina de alături de Pierre Chesnot, regia Victor Moldovan, 2000
- Bernard Shaw în Dragă mincinosule de Jerome Kilty, regia Mara Pașici, 1998
- Paracliserul în Paracliserul de Marin Sorescu, regia Felix Alexa, 1996
- William Chumley în Harvey de Mary Chase, regia Tudor Mărăscu, 1994
- Ernest în Locomotiva de Andrè Roussin, regia Mihai Manolescu, 1993-1994
- John în Familia lui John de Simon Gray, regia Ivan Helmer, 1992-1993
- Gaev în Livada cu vișini de A.P. Cehov, regia Andrei Șerban, 1992
- George în Părinții teribili de Jean Cocteau, regia Andreea Vulpe, 1992
- Dragomir în Năpasta de I.L. Caragiale, regia Dana Dima, 1992-1993
- Pierre în Se caută autor dramatic de Marica Beligan
- Marele judecător în Vrăjitoarele din Salem de Arthur Miller, regia Felix Alexa, 1991
- Cabinierul în Cabinierul de Ronald Harwood, regia Ion Cojar, 1991
- Seneca în Teatrul în vremea lui Nero și Seneca de Eduard Radzinski, regia Mihai Berechet, 1990
- Alfonso d`Este în Torquato Tasso de Johann Wolfgang Goethe, regia Anca Ovanez Doroșenco, 1988
- Von Sala în Drumul singurătății de Arthur Schnitzler, regia Mihai Berechet, 1988
- A.P. Cehov în Domnul Cehov e îndrăgostit de Adameck Anee Habeck, regia Anca Ovanez Doroșenco, 1985
- Orsino în A douăsprezecea noapte de William Shakespeare, regia Anca Ovanez Doroșenco, 1984
- Nae Girimea în D`ale carnavalului de I.L. Caragiale, regia Sanda Manu, 1984
- Andrei Golubev în Între patru ochi de Alexandr Ghelman, regia Anca Ovanez Doroșenco, 1982
- Pierre Fouqnier în Cavoul de familie de Pierre Chesnot, regia Sanda Manu, 1980
- Ulise în Ifigenia de Mircea Eliade, regia Ion Cojar, 1981
- Tiresias în Infernalul mecanism de Jean Cocteau, regia Mihai Berechet, 1979
- Pascaly, Tânărul întâi în Căruța cu paiațe de Mircea Ștefănescu, regia Constantin Dinischiotu, 1978
- Cyrano în Cyrano de Bergerac de Edmond Rostand, regia N.Al. Toscani, 1977
- Don Cezar în Dona Diana de Camil Petrescu, regia Victor Moldovan, 1973
- Fabre D'Eglantine în Danton de Camil Petrescu, regia Horea Popescu, 1974
- Tom Finley jr. în Dulcea pasăre a tinereții de Tennessee Williams, regia Mihai Berechet, 1972
- Henric II în Becket de Jean Anouilh, regia Horea Popescu, 1968
- Tybalt în Romeo și Julieta de William Shakespeare, regia Mugur Val, 1967
- Don Felix în Castiliana de Lope de Vega, regia Horea Popescu, 1966
- Rudy în Patima roșie de Mihail Sorbul, regia Cornel Todea, 1965
- Mortimer în Maria Stuart de Friedrich Schiller, regia Miron Nicolescu, 1964
- Maxim, Pascal în Mașina de scris de Jean Cocteau, regia Alexandru Finți, 1962
- Don Alvaro în Judecătorul din Zalameea de Calderon de la Barca, regia Dinu Cernescu, 1960
- Alexandr în Cei din urmă de Maxim Gorki, regia Ion Cojar, 1959
- Zbisko în Moralitatea doamnei Dulska de Gabriela Zapolska, regia Sică Alexandrescu, 1958
- Sebastian în Furtuna de William Shakespeare, regia Moni Ghelerter, 1958
- Jan Flemming în Institutorii de Otto Ernst, regia Ion Finteșteanu, 1957
- Leandre în Doctor fără voie de J.B.P. Molière, regia Sică Alexandrescu, 1955
- Don Luis, Don Manuel în Doamna nevazută de Calderon de la Barca, regia Miron Nicolescu, 1955
- Othello în Othello de William Shakespeare, regia Nicolae Massim
- Un actor în Matei Millo (Căruța cu paiațe) de Mircea Ștefănescu, regia Sică Alexandrescu, 1953

## Filmografie
- Serata (1971) – acompaniatorul doamnei von Klausenberg
- Vacanță tragică (1979)
- Uitarea (1977)
- Încrederea (1986) - Dobre
- Pepe și Fifi (1994)
- Harvey (1994) - Doctorul William R. Chumley
- Totul e un joc? (1998)

## Legături externe
- Damian Crâșmaru la Internet Movie Database